# Миго Стијеповић
Славољуб „Миго“ Стијеповић (Титоград, 2. мај 1959) црногорски је политичар, бивши министар рада и социјалног старања, бивши потпредсједник Скупштине Црне Горе, бивши министар без портфеља, министар просвјете и спорта, као и бивши градоначелник Подгорице.
У младости се бавио фудбалом, током 1980-их играо је за Зету, са којом је освојио Куп Средње регије. Дипломирао је na Правном факултету Универзитета Црне Горе, а до 1991. године радио је у привреди, у Првоборцу из Херцег Новог, када се придружио новоформираној Демократској партији социјалиста, која је од тада па до 2020. године била на власти у Црној Гори. Био је министар рада и социјалног старања у Влади Црне Горе у оквиру државне заједнице Србије и Црне Горе, а након Референдума и независности Црне Горе, изабран је за министра без портфеља 2008. у склопу пете владе Мила Ђукановића. Након ванредних парламентарних избора 2009. остао је на функцији у склопу шесте владе Мила Ђукановића. Године 2010. Мило Ђукановић је поднио оставку на мјесто премијера, а Стијеповић је постављен на мјесто министра просвјете и спорта у влади Игора Лукшића. Након избора 2012. на којима је побиједила коалиција Европска Црна Гора, остао је на функцији министра просвјете и спорта у седмој влади Мила Ђукановића. Са функције се повукао 2014. године, када је био носилац листе ДПС-а на изборима у Подгорици. Након избора, изабран је на мјесто градоначелника Подгорице, замијенивши Миомира Мугошу. На функцији је остао до избора 2018. када га је наслиједио Иван Вуковић. Крајем 2018. изабран је за политичког савјетника предсједника Црне Горе — Мила Ђукановића, као и за генералног секретара предсједника.
Стијеповић је познат и по бројним гафовима и лапсусима током јавних наступа. Цитирање, али и карикирање Стијеповићевих изјава на друштвеним мрежама започело је интензивно након интервјуа током кампање за градоначелника Подгорице 2014. године, у којем је он, тада министар образовања, рекао да ће се град Подгорица развијати као Лондон и „Париз Сен Жермен“, а касније обраћајући се градоначелнику Париза, као „предсједнику Париза“.

## Контроверзе и афере
Средином јануара 2019. појавио се видео-снимак из 2016. године у којем се појавио бивши сарадник председника Ђукановића, британско-црногорски бизнисмен Душко Кнежевић, који је градоначелнику Подгорице и високорангираном члану ДПС-а, Мигу Стијеповићу уручио коверту за коју је Кнежевић касније рекао да је износила је 97.000 америчких долара за финансирање парламентарне изборне кампање Демократске партије социјалиста која је одржана те године. Након бијега у Лондон, Кнежевић је медијима рекао да је такав непријављени новац пружао ДПС-у посљедњих 25 година. Протести против корупције у црногорској влади на челу са ДПС-ом започели су у фебруару 2019. године убрзо након откривања снимака и докумената за које се чини да врховни званичници имплицирају у прибављању сумњивих средстава за владајућу странку. Протести су пропали средином 2019. године. До данас није покренут званични поступак против корупције у влади коју води ДПС. Укључени у послове корупције у влади, а владајућа Демократска партија социјалиста остају у својим канцеларијама, укључујући Стијеповића.